# Катушева, Марита Викторовна
Мари́та Ви́кторовна Ка́тушева (до 1963 — А́вен) (19 апреля 1938 — 21 января 1992) — советская волейболистка, игрок сборной СССР (1962—1964). Серебряный призёр Олимпийских игр 1964, чемпионка Европы 1963, 4-кратная чемпионка СССР. Нападающая. Заслуженный мастер спорта СССР (1966).

## Биография
В 1956—1958 выступала за «Буревестник» (Москва), в 1959—1971 — за команду «Динамо» Москва. В её составе:
- 4-кратная чемпионка СССР — 1960, 1962, 1970, 1971;
  - серебряный (1966) и бронзовый (1965, 1969) призёр чемпионатов СССР;
- 7-кратный победитель розыгрышей Кубка европейских чемпионов — 1961, 1963, 1965, 1968—1971;
  - серебряный призёр Кубка европейских чемпионов 1966.

Двукратный победитель (1963, 1971) и серебряный призёр (1959) Спартакиад народов СССР в составе сборной Москвы.
В национальной сборной СССР в официальных соревнованиях выступала в 1962—1964 годах. В её составе:
- серебряный призёр Олимпийских игр 1964;
- серебряный призёр чемпионата мира 1962;
- чемпионка Европы 1963.

В 1961 году окончила МВТУ имени Н.Э.Баумана.
Умерла 21 января 1992 года в Москве. Похоронена на Переделкинском кладбище.

## Источник
- Волейбол: Энциклопедия / Сост. В. Л. Свиридов, О. С. Чехов. — Томск: Компания «Янсон», 2001.